# Sarah Ruhl
Sarah Ruhl (Wilmette, 24 gennaio 1974) è una drammaturga e sceneggiatrice statunitense.

## Biografia
Ha studiato alla Brown University e al Pembroke College di Oxford, prima di debuttare come scrittrice nel 2001. Oltre ad aver scritto opere teatrali originali ha anche curato la traduzione e l'adattamento della Signora col cagnolino, Anna al collo e Le tre sorelle di Anton Čechov e Orlando di Virginia Woolf.
È stata finalista per il Premio Pulitzer per la drammaturgia due volte, nel 2005 per The Clean House e nel 2010 per In The Next Room (or The Vibrator Play), opere che le valse anche una candidatura al Tony Award alla migliore opera teatrale.
È sposata con Tony Charuvastra dal 2005 e la coppia ha avuto tre bambini.

## Opera
- Melancholy Play (2001)
- Virtual Meditations#1 (2002)
- Passion Play (2003 e 2004)
- Eurydice (2003)
- Late: A Cowboy Song (2003)
- The Clean House (2004)
- Demeter in the City (2006)
- Dead Man's Cell Phone (2007)
- In the Next Room (or The Vibrator Play) (2009)
- Stage Kiss (2011)
- The Oldest Boy (2014)
- Scenes from Court Life, or The Whipping Boy and His Prince (2016)
- How to Transcend a Happy Marriage (2017)
- For Peter Pan on her 70th Birthday (2017)
- A Face in the Crowd (2024)

## Cinema
- The Glorias, regia di Julie Taymor (2020)